# Патерна-де-Рівера
Патерна-де-Рівера (ісп. Paterna de Rivera) — муніципалітет в Іспанії, у складі автономної спільноти Андалусія, у провінції Кадіс. Населення — 5680 осіб (2010).
Муніципалітет розташований на відстані близько 470 км на південний захід від Мадрида, 38 км на схід від Кадіса.

## Демографія
Динаміка населення (INE ):

## Галерея зображень

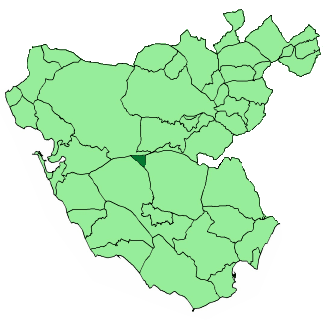
Розташування муніципалітету у провінції Кадіс